# 7 vidas (Portugal)
7 vidas (o Sete vidas) fue una serie de televisión portuguesa, ambientada en Lisboa y emitida a través de Sociedade Independente de Comunicação entre 2006 y 2009. Se trata de una adaptación de la serie original de 7 vidas en España.

## Sinopsis
La historia gira alrededor de Pedro (Jorge Corrula), un muchacho que pasó más de quince años en coma. A los treinta años despierta y se enfrenta a una realidad de un mundo cambiado. Con la ayuda de su hermana Raquel (Rita Salema), de su amigo Toni (Jorge Mourato) y su prima recién llegada Laura (Patricia Tavares) hará frente a esta nueva realidad.

## Temporadas
| Temporada | Temporada | Episodios | Estreno                  | Final                   |
| --------- | --------- | --------- | ------------------------ | ----------------------- |
|           | 1         | 13        | 17 de enero de 2006      | 11 de abril de 2006     |
|           | 2         | 13        | 18 de abril de 2007      | 11 de julio de 2007     |
|           | 3         | 14        | 19 de septiembre de 2008 | 19 de diciembre de 2008 |
|           | 4         | 14        | 9 de enero de 2009       | 27 de abril de 2009     |

## Elenco

### Actores principales
- Jorge Corrula
- Maria Vieira (2ª temporada)
- Sofia Duarte Silva (1ª temporada)
- Jorge Corrula
- Patricia Tavares
- Rui Unas (2ª temporada)
- Teresa Guilherme (1ª temporada)
- Rita Salema

### Artistas invitados
- Adelaide de Sousa (1ª temporada)
- Pepe Rapazote (1ª temporada)
- Anabela Teixeira (1ª temporada)
- Sandra Roque (1ª temporada)
- Manuel Marques (2ª temporada)
- António Machado (2ª temporada)
- Diogo Morgado (2ª temporada)